# Ensemble Intercontemporain
El Ensemble Intercontemporain (EIC) es una orquesta de cámara francesa con sede en París, que fue fundada en 1976. Su sala de conciertos habitual es la Cité de la musique y el IRCAM. Se trata de una agruación especializada en música clásica contemporánea.

## Historia
La orquesta se creó en 1976, por iniciativa de Pierre Boulez, el ministro de cultura Michel Guy y Nicholas Snowman (cofundador en 1968 de la London Sinfonietta). El Ensemble Intercontemporain se concibió como un grupo de solistas que fueran capaces de tocar conjuntamente en las combinaciones de instrumentos más variadas, con mayor flexibilidad que las orquestas tradicionales y mayor implicación por parte de los instrumentistas. Este modelo de ensemble ha influido mucho y se ha impuesto en otros muchos grupos dedicados a la interpretación de música contemporánea; asimismo, ha propiciado que los compositores crearan expresamente para ellos obras con combinaciones insólitas de instrumentos. El Ensemble Intercontemporain está compuesto por treinta y un músicos, todos los cuales reciben la consideración de solistas. Cuando actúan en número reducido y sin director lo hacen bajo la denominación de Les solistes de l'Ensemble Intercontemporain.
La labor de fomento de la música contemporánea del EIC también se manifiesta en sus numerosos estrenos de obras encargadas expresamente a los compositores para este conjunto.

## Repertorio
El Ensemble Intercontemporain es famoso especialmente por su interpretación de la música de los compositores europeos contemporáneos, desde la Segunda Escuela de Viena en adelante, con especial dedicación al Espectralismo y a autores como Pierre Boulez, Stockhausen, Ligeti, Gérard Grisey, Tristan Murail, George Benjamin, Roberto Carnevale o Hugues Dufourt, entre otros. El grupo también ha colaborado con autores ajenos al mundo de la música clásica. Así, tuvo especial repercusión el disco The Perfect Stranger que Boulez y el EIC grabaron en 1984 con música de Frank Zappa.

## Directores
Pierre Boulez, fundador del EIC, tiene el título de presidente del mismo.  En 1979, Péter Eötvös se convirtió en director principal del conjunto con el cargo de director musical del EIC, nombrado por Boulez. Le sucedieron David Robertson (1992-2000) y Jonathan Nott (2000-2003) y, a partir de 2006, Susanna Mälkki. Esta última ha incorporado obras de compositores británicos, norteamericanos y fineses al repertorio del EIC.
- Pierre Boulez (1976-1978)
- Michel Tabachnik (1978-1979)
- Péter Eötvös (1979-1991)
- David Robertson (1992-1999)
- Jonathan Nott (2000-2005)
- Susanna Mälkki (2006- )

## Grabaciones
El EIC ha grabado numerosos discos para distintas compañías, entre otras Deutsche Grammophon (música de Ligeti, Alban Berg, Schönberg, Boulez o Unsuk Chin), KAIROS (música de Matthias Pintscher, Luca Francesconi, Philippe Manoury y Michael Jarrell).
Las grabaciones del EIC han recibido numerosos premios, entre otros el Grammy, el Gramophone y el Diapason d'Or.